# Oxuderces
Oxuderces là một chi cá thuộc họ Gobiidae có xuất xứ từ vùng nước ngọt và nước lợ ven bờ biển Ấn Độ Dương và Thái Bình Dương.

## Các loài
Có 3 loài được ghi nhận trong chi này:
- Oxuderces dentatus Eydoux & Souleyet, 1848
- Oxuderces nexipinnis ( Cantor, 1849) [1]
- Oxuderces wirzi ( Koumans, 1937) (cá bống tượng Wirz) [1]